# Kseifa
Kseifa (àrab: كسيفة, Ksayfa; hebreu: כסיפה‎) és un consell local del districte del Sud d'Israel. Kseifa va ser fundada en 1982 com a part del projecte del govern israelià d'establir els beduïns en assentaments permanents. L'any 2002, l'Oficina Central d'Estadístiques d'Israel (OCEI) va publicar un estudi en què es deia que Kseifa era el municipi més pobre d'Israel.